# Expeditionary Transfer Dock
Das Expeditionary Transfer Dock (ESD), ehemals als Mobile Landing Platform (MLP) bezeichnet, ist ein Schiffstyp der US-amerikanischen Marine zur Unterstützung amphibischer Operationen.

## Allgemeines
Expeditionary Transfer Docks ermöglichen das Umladen von großen Frachtschiffen bzw. Roll-on/roll-off Schiffen über eine Rampe. Während des Umladens liegen beide Schiffe längsseits und die Fahrzeuge fahren vom Roll-on/roll-off Schiff über die Rampe auf das Deck der ESDs. Dort werden die Fahrzeuge auf LCAC-Landungsboote verladen.

## Einheiten
| Name                                  | Kiellegung                           | Stapellauf                           | Indienststellung                     | Bemerkungen                          |
| Montford-Point-Klasse (ESD-Variante)  | Montford-Point-Klasse (ESD-Variante) | Montford-Point-Klasse (ESD-Variante) | Montford-Point-Klasse (ESD-Variante) | Montford-Point-Klasse (ESD-Variante) |
| ------------------------------------- | ------------------------------------ | ------------------------------------ | ------------------------------------ | ------------------------------------ |
| USNS Montford Point (T-ESD-1)         | 19. Januar 2012                      | 13. November 2012                    | 14. Mai 2013                         | inaktiv (Reserveflotte)              |
| USNS John Glenn (T-ESD-2)             | 17. April 2012                       | 15. September 2013                   | 12. März 2014                        | inaktiv (Reserveflotte)              |
| Lewis B. Puller-Klasse (ESB-Variante) |                                      |                                      |                                      |                                      |
| USS Lewis B. Puller (ESB-3)           | 5. November 2013                     | 6. November 2014                     | 17. August 2017                      | aktiv                                |
| USS Hershel "Woody" Williams (ESB-4)  | 2. August 2016                       | 19. August 2017                      | 7. März 2020                         | aktiv                                |
| USS Miguel Keith (ESB-5)              | 30. Januar 2018                      | 10. August 2018                      | 8. Mai 2021                          | aktiv                                |
| USS John L. Canley (ESB-6)            | 16. November 2020                    |                                      | 17. Februar 2024                     | aktiv                                |
| USS Robert E. Simanek (ESB-7)         | 27. Mai 2022                         |                                      |                                      | im Bau                               |
| USS Hector A. Cafferata Jr. (ESB-8)   |                                      |                                      |                                      | bestellt                             |